# Lazare
Lazare ist ein französischer männlicher Vorname, der sich von Lazarus ableitet und auf den hebräischen Namen אֶלְעָזָר (Elʿazar, „Gott hat geholfen“) zurückgeht.

## Bekannte Namensträger

### Vorname
- Lazare Nicolas Marguerite Carnot (1753–1823), französischer Offizier, Mathematiker und Politiker
- Lazare Gianessi (1925–2009), französischer Fußballspieler
- Lazare Hoche (1768–1797), französischer General
- Lazare Koffi Koffi, ivorischer Politiker
- Lazare Ponticelli (1897–2008), französischer Veteran des Ersten Weltkriegs
- Lazare-Auguste Maquaire, Komponist

### Nachname (Pseudonym)
- Bernard Lazare (1865–1903), französischer Journalist, Literaturkritiker und Anarchist
- Lucien Lazare (* 1924), französischer jüdischer Widerstandskämpfer gegen den Nationalsozialismus
- Mylène Lazare (* 1987), französische Schwimmerin